# Општина Хинова
Општина Хинова (рум. Comuna Hinova) је сеоска општина у жупанији Мехединци у Румунији. Седиште општине је Хинова.
Према попису из 2021. године, општина има 2526 становника. Површина општине износи 70,58 km².

## Становништво и насеља
Општина Хинова је на попису 2021. године имала 2526 становника, за 323 мање (-11,34%) од претходног пописа 2011. године када је било 2849 становника. Већину становништва чине Румуни.
| Етнички састав према попису из 2021.‍ | Етнички састав према попису из 2021.‍ | Етнички састав према попису из 2021.‍ | Етнички састав према попису из 2021.‍ | Етнички састав према попису из 2021.‍ |
| ------------------------------------ | ------------------------------------ | ------------------------------------ | ------------------------------------ | ------------------------------------ |
|                                      |                                      |                                      |                                      |                                      |
| Румуни                               | Румуни                               |                                      | 2.165                                | 85,71%                               |
| Роми                                 | Роми                                 |                                      | 103                                  | 4,08%                                |
| Непознато                            | Непознато                            |                                      | 258                                  | 10,21%                               |

### Насеља
Општина се састоји из 4 насеља.
| Насеље           | Изворни назив | Број становника | Број становника | Број становника | Број становника |
| Насеље           | Изворни назив | 1992.           | 2002.           | 2011.           | 2021.           |
| ---------------- | ------------- | --------------- | --------------- | --------------- | --------------- |
| Бистрица         |               | 1370            | 1345            | 1370            | 1333            |
| Каржеј           |               | 50              | 39              | 21              | 16              |
| Острову Корбулуј |               | 471             | 461             | 387             | 367             |
| Хинова           |               | 1012            | 1020            | 1071            | 810             |
| Општина Хинова   |               | 2903            | 2865            | 2849            | 2526            |

## Историјски споменици
У табели су дати заштићени историјски споменици на територији општине Хинова. Једини историјски споменик од националног значаја је римски каструм у Хинови.
| Историјски споменик            | Историјски споменик            | Датирање                                            | Локација         |
| ------------------------------ | ------------------------------ | --------------------------------------------------- | ---------------- |
| Насеље                         | Насеље                         | II—IV век                                           | Бистрица         |
| Римски каструм                 | Римски каструм                 | IV—V век                                            | Хинова           |
| Новакова бразда                | Новакова бразда                | IV век                                              | Хинова           |
| Археолошко налазиште           | Насеље                         | VIII—VI век п. н. е. (Халштатска, култура Басараби) | Острову Корбулуј |
| Археолошко налазиште           | Некропола                      | VIII—VI век п. н. е. (Халштатска, култура Басараби) | Острову Корбулуј |
| Археолошко налазиште           | Насеље                         | Енеолит (култура Салкуца)                           | Острову Корбулуј |
| Црква Успења Богородице        | Црква Успења Богородице        | 1833—1836                                           | Бистрица         |
| Црква Светог мученика Георгија | Црква Светог мученика Георгија | 1892—1894                                           | Хинова           |

## Туризам

### Римски каструм Хинова
У близини Хинове, поред Дунава, налазе се остаци римског каструма који датира из 3. века п. н. е. Каструм је имао четири куле и једну капију са јужне стране која је била ојачана двема квадратним кулама. Тврђава је била срушена 378. или 379. године, а затим је обновљена. Била је у функцији све до 5. века. 1980. године овде је откривен велики број златних предмета који су припадали Трачанима.

### Шума Стармина
На површини од 103 хектара налази се Резерват природе "Шума Стармина" (рум. Rezervaţie naturală "Pădurea Stârmina") чији највећи део заузимају шуме. Стармина је заштићена законом од 2000. године и представља значајну шумску заједницу дрвећа као што су храст китњак, храст лужњак и јасен.